# Musikjahr 2000
Liste der Musikjahre

◄◄ | ◄ | 1996 | 1997 | 1998 | 1999 | Musikjahr 2000 | 2001 | 2002 | 2003 | 2004 | ► | ►►

Weitere Ereignisse · Country-Musik
Dieser Artikel behandelt das Musikjahr 2000.

## Ereignisse

### Populäre Musik und Jazz
- 23. März: Die US-amerikanische Sängerin Tina Turner startet in Minneapolis ihre Twenty Four Seven Tour. Die Tournee endet nach 121 Konzerten am 6. Dezember 2000 in Anaheim.
- 13. Mai: Die Olsen Brothers aus Dänemark gewinnen den Eurovision Song Contest in Stockholm. Stefan Raab landet mit Wadde Hadde Dudde Da? auf Platz fünf.
- 16. Mai: Prince nimmt wieder seinen ursprünglichen Künstlernamen „Prince“ an, nachdem er diesen 1993 ablegte und seinen Künstlernamen in ein unaussprechbares Symbol änderte.
- 30. Juni: Während eines Auftritts der Band Pearl Jam auf dem Roskilde-Festival werden neun Zuschauer zu Tode getrampelt.
- 03. November: Die Sängerin Enya veröffentlicht das Lied Only Time, das rund ein Jahr später als musikalische Untermalung der Fernsehübertragungen zu den Terroranschlägen am 11. September 2001 größere Bekanntheit erreicht.

### Klassische Musik und Musiktheater
- 31. März: Das Musical Tanz der Vampire von Jim Steinman und Michael Kunze hat im Musical Hall – Apollo Theater in Stuttgart seine deutsche Erstaufführung.
- 25. Juni: Die Oper in zwei Akten Lokys von Bronius Kutavičius (Musik) mit einem Libretto von Aušra Marija Sluckaitė-Jurašienė wird im Litauischen Nationaltheater für Oper und Ballett in Vilnius uraufgeführt.
- 31. August: In the Penal Colony (deutsch: In der Strafkolonie), eine Kammeroper von Philip Glass mit einem Libretto von Rudy Wurlitzer nach Franz Kafkas Kurzgeschichte In der Strafkolonie wird im „A Contemporary Theatre“ (ACT) in Seattle uraufgeführt.
- 07. Oktober: Dead Man Walking, eine Oper in zwei Akten von Jake Heggie nach einem Libretto von Terrence McNally wird im War Memorial Opera House der San Francisco Opera uraufgeführt.
- 29. Oktober: Die Uraufführung der Oper Bernarda Albas Haus von Aribert Reimann nach dem gleichnamigen Stück von Federico García Lorca findet an der Bayerischen Staatsoper in München statt.
- 15. Dezember: In Paris wird die Oper El Niño von John Adams uraufgeführt.

### Film und Fernsehen
- 16. Dezember: Die letzte Sendung der ZDF-Hitparade wird ausgestrahlt.

## Musikcharts

### Deutschland
| Singles                                   | Position | Alben                                                                            |
| ----------------------------------------- | -------- | -------------------------------------------------------------------------------- |
|                                           |          |                                                                                  |
| Anton aus Tirol Anton feat. DJ Ötzi       | 1        | Supernatural Santana                                                             |
| The Spirit of the Hawk Rednex             | 2        | Crush Bon Jovi                                                                   |
| Around the World (La La La La La) ATC     | 3        | Oops!… I Did It Again Britney Spears                                             |
| Freestyler Bomfunk MC’s                   | 4        | In Blue The Corrs                                                                |
| It’s My Life Bon Jovi                     | 5        | Mittendrin Pur                                                                   |
| Ich vermiss dich … (Wie die Hölle) Zlatko | 6        | Californication Red Hot Chili Peppers                                            |
| Maria Maria Santana                       | 7        | Razorblade Romance HIM                                                           |
| Großer Bruder Zlatko & Jürgen             | 8        | S&M Metallica with Michael Kamen conducting The San Francisco Symphony Orchestra |
| Mein Stern Ayman                          | 9        | 1 The Beatles                                                                    |
| Lucky Britney Spears                      | 10       | Reload Tom Jones                                                                 |

Die längsten Nummer-eins-Singles
Lieder, die die meiste Zeit während eines anderen Jahres auf Platz 1 der Charts verbrachten, werden hier nicht aufgeführt.
1. Rednex – The Spirit of the Hawk (9 Wochen)
2. ATC – Around the World (La La La La La) (6 Wochen)
3. Christian – Es ist geil ein Arschloch zu sein (5 Wochen)

Die längsten Nummer-eins-Alben
Alben, die die meiste Zeit während eines anderen Jahres auf Platz 1 der Charts verbrachten, werden hier nicht aufgeführt.
1. Santana – Supernatural (10 Wochen)
2. Bon Jovi – Crush; The Corrs – In Blue (jeweils 6 Wochen)
3. Céline Dion – All the Way… A Decade of Song; The Beatles – 1 (jeweils 4 Wochen)

Alle Nummer-eins-Hits und die Hits des Jahres

### Österreich
| Singles                                        | Position | Alben                                         |
| ---------------------------------------------- | -------- | --------------------------------------------- |
|                                                |          |                                               |
| Anton aus Tirol Anton feat. DJ Ötzi            | 1        | L’amour toujours Gigi D’Agostino              |
| It’s My Life Bon Jovi                          | 2        | Supernatural Santana                          |
| The Spirit of the Hawk Rednex                  | 3        | Crush Bon Jovi                                |
| Freestyler Bomfunk MC’s                        | 4        | Unplugged The Corrs                           |
| Shalala Lala Vengaboys                         | 5        | Oops!… I Did It Again Britney Spears          |
| Around the World (La La La La La) ATC          | 6        | In Blue The Corrs                             |
| La Passion Gigi D’Agostino                     | 7        | Californication Red Hot Chili Peppers         |
| My Heart Goes Boom (La Di Da Da) French Affair | 8        | Das Album Anton feat. DJ Ötzi                 |
| Lucky Britney Spears                           | 9        | Pokémon – Schnapp’ sie dir alle! (Soundtrack) |
| Move Your Body Eiffel 65                       | 10       | Mission: Impossible II (Soundtrack)           |

Die längsten Nummer-eins-Singles
Lieder, die die meiste Zeit während eines anderen Jahres auf Platz 1 der Charts verbrachten, werden hier nicht aufgeführt.
1. Anton feat. DJ Ötzi – Anton aus Tirol (10 Wochen)
2. Bomfunk MC’s – Freestyler; Rednex – The Spirit of the Hawk; Gigi D’Agostino – La Passion (jeweils 6 Wochen)
3. ATC – Around the World (La La La La La) (5 Wochen)

Die längsten Nummer-eins-Alben
Alben, die die meiste Zeit während eines anderen Jahres auf Platz 1 der Charts verbrachten, werden hier nicht aufgeführt.
1. Santana – Supernatural (7 Wochen)
2. Bon Jovi – Crush (6 Wochen)
3. The Corrs – Unplugged; Gigi D’Agostino – L’amour toujours; The Beatles – 1 (jeweils 5 Wochen)

Alle Nummer-eins-Hits und die Hits des Jahres

### Schweiz
| Singles                                         | Position | Alben                                     |
| ----------------------------------------------- | -------- | ----------------------------------------- |
|                                                 |          |                                           |
| Freestyler Bomfunk MC’s                         | 1        | Supernatural Santana                      |
| Maria Maria Santana                             | 2        | Crush Bon Jovi                            |
| It’s My Life Bon Jovi                           | 3        | Not That Kind Anastacia                   |
| I’m Outta Love Anastacia                        | 4        | Oops!… I Did It Again Britney Spears      |
| The Real Slim Shady Eminem                      | 5        | Stilelibero Eros Ramazzotti               |
| Lady (Hear Me Tonight) Modjo                    | 6        | All the Way… A Decade of Song Céline Dion |
| Oops!… I Did It Again Britney Spears            | 7        | In Blue The Corrs                         |
| Never Be the Same Again Melanie C               | 8        | Music Madonna                             |
| If I Could Turn Back the Hands of Time R. Kelly | 9        | Enrique Enrique Iglesias                  |
| Sex Bomb Tom Jones und Mousse T.                | 10       | Unplugged The Corrs                       |

Die längsten Nummer-eins-Singles
Lieder, die die meiste Zeit während eines anderen Jahres auf Platz 1 der Charts verbrachten, werden hier nicht aufgeführt.
1. Bomfunk MC’s – Freestyler (10 Wochen)
2. R. Kelly – If I Could Turn Back the Hands of Time; Modjo – Lady (Hear Me Tonight) (jeweils 6 Wochen)
3. Madonna – Music; Santana feat. The Product G&B – Maria Maria (jeweils 5 Wochen)

Die längsten Nummer-eins-Alben
Alben, die die meiste Zeit während eines anderen Jahres auf Platz 1 der Charts verbrachten, werden hier nicht aufgeführt.
1. Santana – Supernatural (14 Wochen)
2. The Corrs – In Blue (8 Wochen)
3. Bon Jovi – Crush (6 Wochen)

Alle Nummer-eins-Hits und die Hits des Jahres

### Vereinigtes Königreich
| Singles                                | Position | Alben                                    |
| -------------------------------------- | -------- | ---------------------------------------- |
|                                        |          |                                          |
| Can We Fix It Bob the Builder          | 1        | 1 The Beatles                            |
| Pure Shores All Saints                 | 2        | Sing When You’re Winning Robbie Williams |
| It Feels so Good Sonique               | 3        | The Marshall Mathers LP Eminem           |
| Who Let the Dogs Out Baha Men          | 4        | Coast to Coast Westlife                  |
| Rock DJ Robbie Williams                | 5        | Play Moby                                |
| Stan Eminem feat. Dido                 | 6        | Born to Do It Craig David                |
| Toca’s Miracle Fragma                  | 7        | The Greatest Hits Texas                  |
| Groovejet (If This Ain’t Love) Spiller | 8        | Parachutes Coldplay                      |
| Fill Me In Craig David                 | 9        | Music Madonna                            |
| Never Had a Dream Come True S Club 7   | 10       | White Ladder David Gray                  |

Die längsten Nummer-eins-Singles
Lieder, die die meiste Zeit während eines anderen Jahres auf Platz 1 der Charts verbrachten, werden hier nicht aufgeführt.
1. Sonique – It Feels so Good (3 Wochen)

Alle weiteren Lieder waren entweder eine oder zwei Wochen auf Platz 1 gelistet.
Die längsten Nummer-eins-Alben
Alben, die die meiste Zeit während eines anderen Jahres auf Platz 1 der Charts verbrachten, werden hier nicht aufgeführt.
1. Travis – The Man Who (7 Wochen)
2. The Beatles – 1 (6 Wochen)
3. Moby – Play (5 Wochen)

Alle Nummer-eins-Hits und die Hits des Jahres

### Vereinigte Staaten
| Singles                                   | Position | Alben                                     |
| ----------------------------------------- | -------- | ----------------------------------------- |
|                                           |          |                                           |
| Breathe Faith Hill                        | 1        | No Strings Attached N Sync                |
| Smooth Santana feat. Rob Thomas           | 2        | Supernatural Santana                      |
| Maria Maria Santana feat. The Product G&B | 3        | The Marshall Mathers LP Eminem            |
| I Wanna Know Joe                          | 4        | Oops!… I Did It Again Britney Spears      |
| Everything You Want Vertical Horizon      | 5        | 2001 Dr. Dre                              |
| Say My Name Destiny’s Child               | 6        | Human Clay Creed                          |
| I Knew I Loved You Savage Garden          | 7        | All the Way… A Decade of Song Celine Dion |
| Amazed Lonestar                           | 8        | Christina Aguilera                        |
| Bent Matchbox Twenty                      | 9        | Millennium Backstreet Boys                |
| He Wasn’t Man Enough Toni Braxton         | 10       | ...And Then There Was X DMX               |

Die längsten Nummer-eins-Singles
Lieder, die die meiste Zeit während eines anderen Jahres auf Platz 1 der Charts verbrachten, werden hier nicht aufgeführt.
1. Santana feat. The Product G&B – Maria Maria (10 Wochen)
2. Destiny’s Child – Independent Women Part I (6 Wochen)
3. Savage Garden – I Knew I Loved You; Madonna – Music; Christina Aguilera – Come On Over Baby (All I Want Is You) (jeweils 4 Wochen)

Die längsten Nummer-eins-Alben
Alben, die die meiste Zeit während eines anderen Jahres auf Platz 1 der Charts verbrachten, werden hier nicht aufgeführt.
1. Santana – Supernatural (9 Wochen)
2. *NSYNC – No Strings Attached; Eminem – The Marshall Mathers LP (jeweils 8 Wochen)
3. Nelly – Country Grammar (5 Wochen)

Alle Nummer-eins-Hits und die Hits des Jahres

### Charts in weiteren Ländern
Siehe auch: Nummer-eins-Hits 2000 in  Australien, Belgien, Dänemark, Deutschland, Finnland, Frankreich, Irland, Italien, Japan, Kanada, Neuseeland, den Niederlanden, Norwegen, Österreich, Polen, Schweden, der Schweiz, Spanien, Ungarn, den Vereinigten Staaten und im Vereinigten Königreich.

## Musikpreise und Ehrungen
- John Corigliano erhält für den Film Die rote Violine den Oscar für die beste Filmmusik.

### Musikwettbewerbe
Eurovision Song Contest
1. Olsen Brothers: Fly on the Wings of Love
2. Alsou: Solo
3. Brainstorm: My Star
4. Ines: Once in a Lifetime
5. Stefan Raab: Wadde hadde dudde da?

## Musikfestivals und -tourneen
- Yes – Masterworks Tour

## Gründungen und Auflösungen

### Gründungen
- Beto Vazquez Infinity – argentinisches Heavy-Metal-Projekt aus Buenos Aires
- Boombal – flämische Organisation für die Durchführung von Bal-Folk-Veranstaltung in Flandern
- Chronique – deutsche Alternative-Rock-Band aus Bielefeld
- Dommin – US-amerikanische Alternative-Rock-/Gothic-Rock-/Dark-Rock-Band aus Los Angeles
- Heavytones – deutsche Instrumentalband
- Horkestar – serbischer Chor mit Begleitorchester aus Belgrad
- K.I.Z – deutsche Hip-Hop-Formation aus Berlin
- Liquid Horizon – deutsche Progressive-Metal-Band aus Mannheim
- Paavoharju – finnisches Musik-Kollektiv
- Potatoheadz – deutsches Hard Trance/Hard House/Hands-up-Tanzprojekt
- Reckless Tide – deutsche Thrash-Metal-Band aus Hannover (gegründet als Intrepid Leech)
- Rhythms of Resistance – internationales Netzwerk von Trommelgruppen
- Saltatio Mortis – deutsche Mittelalter-Rock-Band aus Karlsruhe
- Saulės kliošas – litauische Band aus Vilnius
- Teenage Bottlerocket – US-amerikanische Punk-Rock-Band aus Laramie
- The Webb Sisters – britisches Folk-Duo
- Trondheim Jazz Orchestra – norwegische Big Band mit Sitz in Trondheim
- Young Voices Brandenburg – Brandenburgs Landesjugendpopchor

### Auflösungen
- Bhundu Boys – simbabwische Musikgruppe aus Harare

## Neuveröffentlichungen (Auswahl)

### Lieder und Kompositionen
| Lied                                     | Text                                                                                           | Musik                                                                                          | Erstinterpret          | Label                                   | Veröffentlichung   | Genre                                 | Album                                                                   | Weitere Informationen |
| ---------------------------------------- | ---------------------------------------------------------------------------------------------- | ---------------------------------------------------------------------------------------------- | ---------------------- | --------------------------------------- | ------------------ | ------------------------------------- | ----------------------------------------------------------------------- | --- |
| A Fool in Love                           | Randy Newman                                                                                   | Randy Newman                                                                                   | Randy Newman           |                                         | 2000               | Filmsong                              |                                                                         | Lied aus dem Film Meine Braut, ihr Vater und ich (Meet the Parents). Bei der Oscarverleihung 2001 wurde Randy Newman für dieses Lied für den Oscar für den besten Filmsong nominiert. |
| A Love Before Time                       | James Schamus(englisch) / Kevin Yi (Mandarin)                                                  | Jorge Calandrelli, Tan Dun                                                                     | Coco Lee & Yo-Yo Ma    | Sony Classical                          | 2000               | Filmsong                              |                                                                         | Filmsong aus dem Wuxia-Film Tiger and Dragon (2000) von Ang Lee |
| Back to School (Mini Maggit)             | Stephen Carpenter, Chi Cheng, Abe Cunningham, Chino Moreno                                     | Stephen Carpenter, Chi Cheng, Abe Cunningham, Chino Moreno                                     | Deftones               | Maverick Records                        | Oktober 2000       | Alternative Metal, Nu Metal, Rap-Rock | White Pony                                                              | |
| Beautiful Day                            | U2                                                                                             | U2                                                                                             | U2                     | Island Records                          | 9. Oktober 2000    | Rockmusik                             | All That You Can’t Leave Behind                                         | |
| Brandon Lee                              | Jyrki 69                                                                                       | Bazie                                                                                          | The 69 Eyes            | Gaga Goodies Oy, Roadrunner Records     | 2000               | Dark Rock                             | Blessed Be                                                              | |
| Change                                   | Stephen Carpenter, Chi Cheng, Abe Cunningham, Chino Moreno                                     | Stephen Carpenter, Chi Cheng, Abe Cunningham, Chino Moreno                                     | Deftones               | Maverick Records                        | 16. Mai 2000       | Alternative Metal                     | White Pony                                                              | |
| Crying at the Discoteque                 | Alexander Bard, Anders Hansson, Anders Wollbeck, Bernard Edwards, Michael Goulos, Nile Rodgers | Alexander Bard, Anders Hansson, Anders Wollbeck, Bernard Edwards, Michael Goulos, Nile Rodgers | Alcazar                |                                         | 10. April 2000     | Dance-Pop                             | Casino                                                                  | |
| Daddy DJ                                 | David Le Roy, Jean Christophe Belval                                                           | David Le Roy, Jean Christophe Belval                                                           | Daddy DJ               |                                         | 22. Juni 2000      | Dance                                 | Let Your Body Talk                                                      | |
| Father, Son                              | Peter Gabriel                                                                                  | Peter Gabriel                                                                                  | Peter Gabriel          | Real World Records, Virgin Records      | 12. Juni 2000      | Artrock, Pop, Progressive Rock        | OVO                                                                     | |
| Gewalt oder Sex                          | Torch                                                                                          | Torch                                                                                          | Torch                  | V2                                      | 2000               | Deutscher Hip-Hop, Conscious Rap      | Blauer Samt                                                             | |
| Goodbye Earl                             | Dennis Linde                                                                                   | Dennis Linde                                                                                   | The Chicks             | Monument Records                        | 28. Februar 2000   | Country, Ballade                      | Fly                                                                     | |
| Großer Bruder                            | Thomas Anders, Bob Arnz, Matthias Brückner, Christian Geller, Christoph Siemons                | Thomas Anders, Bob Arnz, Matthias Brückner, Christian Geller, Christoph Siemons                | Zlatko & Jürgen        | Ariola, Hansa Musik Produktion          | 13. Juni 2000      | Pop, Schlager                         | Ich bleibe wer ich bin                                                  | |
| Heaven Is a Halfpipe                     | Matthew Meschery, John Edney, Geoff Turney, Roy Hammond                                        | Matthew Meschery, John Edney, Geoff Turney, Roy Hammond                                        | OPM                    |                                         | August 2000        | Rap-Rock, Crossover                   | Menace to Sobriety                                                      | |
| I’ve Seen It All                         | Björk Guðmundsdóttir, Sigurjón Sigurðsson, Lars von Trier                                      | Björk Guðmundsdóttir                                                                           | Björk feat. Thom Yorke | One Little Independent Records, Polydor | 21. Juli 2000      | Baroque Pop, Trip-Hop                 | Selmasongs: Music from the Motion Picture Soundtrack Dancer in the Dark | Lied aus dem Soundtrack zum Film Dancer in the Dark |
| Image                                    | Raymond I. Rohonyi                                                                             | Theatre of Tragedy                                                                             | Theatre of Tragedy     | EastWest                                | 25. September 2000 | Synth-Rock                            | ['mju:zik]                                                              | |
| Isch liebe disch                         | Torsten Börger                                                                                 | Torsten Börger                                                                                 | Tic Tac Toe            | RCA Records                             | 29. Mai 2000       | Deutscher Hip-Hop                     | Ist der Ruf erst ruiniert …                                             | |
| Ist der Ruf erst ruiniert …              | Torsten Börger                                                                                 | Torsten Börger                                                                                 | Tic Tac Toe            | RCA Records                             | 25. Mai 2000       | Deutscher Hip-Hop                     | Ist der Ruf erst ruiniert …                                             | |
| Lady (Hear Me Tonight)                   | Yann Destagnol, Romain Tranchart, Bernard Edwards, Nile Rodgers                                | Yann Destagnol, Romain Tranchart, Bernard Edwards, Nile Rodgers                                | Modjo                  |                                         | 19. Juni 2000      | French House                          | Modjo                                                                   | |
| Mein Stern                               | Mark Dollar, Mike Michaels, Sacha Stadie, Mark Tabak                                           | Mark Dollar, Mike Michaels, Sacha Stadie, Mark Tabak                                           | Ayman                  | EastWest Records                        | 3. Januar 2000     | Deutscher Hip-Hop                     | Hochexplosiv                                                            | |
| Music                                    | Mirwais Ahmadzaï, Madonna Ciccone                                                              | Mirwais Ahmadzaï, Madonna Ciccone                                                              | Madonna                | Maverick Records                        | 21. August 2000    | Dance-Pop, Disco, Electronica, Funk   | Music                                                                   | |
| My Funny Friend and Me                   | Gordon Sumner                                                                                  | David Hartley, Gordon Sumner                                                                   | Sting                  | Walt Disney Records                     | 14. November 2000  | Pop                                   | The Emperor’s New Groove                                                | |
| My Heart Beats Like a Drum (Dam Dam Dam) | Alex Christensen, Peter Könemann                                                               | Alex Christensen, Peter Könemann                                                               | ATC                    | Kingsize Records, BMG                   | 4. September 2000  | Eurodance, Pop                        | Planet Pop                                                              | |
| My Only Wish (This Year)                 | Josh Schwartz, Brian Kierulf                                                                   | Josh Schwartz, Brian Kierulf                                                                   | Britney Spears         | RCA Records                             | 14. November 2000  | Pop                                   | Platinum Christmas                                                      | |
| The Storm Is Over Now                    | Robert Kelly                                                                                   | Robert Kelly                                                                                   | R. Kelly               | Jive Records                            | 7. November 2000   | Pop                                   | TP-2.com                                                                | |
| The Tower That Ate People                | Peter Gabriel                                                                                  | Peter Gabriel                                                                                  | Peter Gabriel          | Real World Records, Virgin Records      | 12. Juni 2000      | Artrock, Pop, Progressive Rock        | OVO                                                                     | In einem Remix von Steve Osbourne Teil des Soundtracks des Filmes Red Planet von Antony Hoffman aus dem Jahr 2000.                                                                    |
| Turn Off the Light                       | Nelly Furtado                                                                                  | Nelly Furtado                                                                                  | Nelly Furtado          | DreamWorks                              | 24. Oktober 2000   | Pop                                   | Whoa, Nelly!                                                            | |
| Turn the Tide                            | Regi Penxten, Wout Van Dessel                                                                  | Regi Penxten, Wout Van Dessel                                                                  | Sylver                 | Urban / Universal                       | 16. Juni 2000      | Vocal-Trance, Dance                   | Chances                                                                 | |
| Why Oh Why                               | Steve Frame, Adam Charon, Mekong Age, Rufi-Oh, A. Ninfa                                        | Steve Frame, Adam Charon, Mekong Age, Rufi-Oh, A. Ninfa                                        | ATC                    | Kingsize Records, BMG                   | 6. November 2000   | Eurodance, Pop                        | Planet Pop                                                              | |
| Wir waren mal Stars                      | Torch, Toni-L                                                                                  | Torch, Toni-L                                                                                  | Torch feat. Toni-L     | V2                                      | 2000               | Deutscher Hip-Hop, Rap                | Blauer Samt                                                             | |
| Yellow                                   | Guy Berryman, Jonny Buckland, Will Champion, Chris Martin                                      | Guy Berryman, Jonny Buckland, Will Champion, Chris Martin                                      | Coldplay               | Parlophone                              | 26. Juni 2000      | Alternative Rock, Post-Britpop        | Parachutes                                                              | |

### Alben
| Album                                                   | Interpret                                                | Label                                 | Veröffentlichung   | Genre                                                | Weitere Informationen                         |
| ------------------------------------------------------- | -------------------------------------------------------- | ------------------------------------- | ------------------ | ---------------------------------------------------- | --------------------------------------------- |
| 2000: Year of the Dragon                                | Modern Talking                                           | Hansa Records                         | 28. Februar 2000   | Europop                                              |                                               |
| After Appleby                                           | Evan Parker, Barry Guy, Paul Lytton und Marilyn Crispell | Leo Records                           | 2000               | Jazz, Neue Improvisationsmusik                       |                                               |
| All That You Can’t Leave Behind                         | U2                                                       | Island Records                        | 30. Oktober 2000   | Rockmusik                                            |                                               |
| Atomhenge 76                                            | Hawkwind                                                 | Voiceprint Records                    | 16. Oktober 2000   | Space Rock                                           | Livealbum von 1976                            |
| Black Market Music                                      | Placebo                                                  | Hut Record (EMI)                      | 6. Oktober 2000    | Rock, Alternative Rock                               |                                               |
| Bloodflowers                                            | The Cure                                                 | Fiction Records                       | 15. Februar 2000   | Rock, Pop                                            |                                               |
| Brave New World                                         | Iron Maiden                                              | EMI                                   | 30. Mai 2000       | Heavy Metal                                          | Rückkehr von Bruce Dickinson und Adrian Smith |
| Brooklyn-Berlin                                         | Phil Haynes und Herb Robertson Quintett                  | CIMP                                  | 2000               | Jazz, Neue Improvisationsmusik                       |                                               |
| Brutal Planet                                           | Alice Cooper                                             | Spitfire Records                      | 6. Juni 2000       | Hard Rock, Nu Metal                                  |                                               |
| Burning Japan Live 1999                                 | Arch Enemy                                               | Century Media                         | 5. Mai 2000        | Melodic Death Metal                                  |                                               |
| Conspiracy of One                                       | The Offspring                                            | Columbia Records                      | 14. November 2000  | Punkrock                                             |                                               |
| Crush                                                   | Bon Jovi                                                 | Island Records                        | 29. Mai 2000       | Hard Rock                                            |                                               |
| Deaf Forever: The Best of Motörhead                     | Motörhead                                                | Castle Select                         | 8. August 2000     | Heavy Metal                                          | Kompilation                                   |
| Don’t Give Me Names                                     | Guano Apes                                               | Super Sonic                           | 2. Mai 2000        | Crossover, Alternative Rock                          |                                               |
| Ein böses Märchen … aus tausend finsteren Nächten       | Böhse Onkelz                                             | Rule23 Recordings                     | 20. März 2000      | Hard Rock                                            |                                               |
| Einhandsegler                                           | Reinhard Mey                                             | EMI Electrola                         | 5. Mai 2000        | Liedermacher                                         |                                               |
| Familiar to Millions                                    | Oasis                                                    | Helter Skelter, Sony BMG, Big Brother | 13. November 2000  | Britpop                                              | Livealbum                                     |
| Famous in the Last Century                              | Status Quo                                               | Polydor Records                       | 17. April 2000     | Rock                                                 |                                               |
| Greatest Hits                                           | Ace of Base                                              | Arista Records                        | 18. April 2000     | Pop                                                  |                                               |
| Hot Rail                                                | Calexico                                                 | Touch and Go Records                  | 9. Mai 2000        | Indie-Rock, Post-Rock, Americana-Musik, Tejano-Musik |                                               |
| Insineratehymn                                          | Deicide                                                  | Roadrunner Records                    | 27. Juni 2000      | Death Metal                                          |                                               |
| Is There Anybody Out There? The Wall Live 1980–81       | Pink Floyd                                               | EMI, Columbia Records                 | 27. März 2000      | Rock                                                 | Livealbum                                     |
| Joseph Holbrooke ’98                                    | Joseph Holbrooke Trio                                    | Incus                                 | 2000               | Neue Improvisationsmusik                             |                                               |
| Kinematografia                                          | Paktofonika                                              | Gigant Records                        | 18. Dezember 2000  | Hip-Hop                                              |                                               |
| Latter Days: Best of Led Zeppelin Volume Two            | Led Zeppelin                                             | Atlantic Records                      | 21. März 2000      | Hard Rock, Bluesrock, Folk-Rock                      |                                               |
| Machina II/The Friends & Enemies of Modern Music        | The Smashing Pumpkins                                    | Constantinople Records                | 5. September 2000  | Alternative Rock                                     |                                               |
| Magica                                                  | Dio                                                      | Spitfire Records                      | 21. März 2000      | Heavy Metal                                          |                                               |
| Minor Earth, Major Sky                                  | A-ha                                                     | Warner Bros.                          | 17. April 2000     | Pop-Rock, Synthpop                                   |                                               |
| Music                                                   | Madonna                                                  | Maverick Records, Warner Bros.        | 18. September 2000 | Electronica, Dance-Pop                               |                                               |
| New American Gospel                                     | Lamb of God                                              | Prosthetic Records                    | 26. September 2000 | Groove Metal, Thrash Metal, Grindcore, Death Metal   |                                               |
| Past Life Trauma (1985–1992)                            | Kreator                                                  | Noise Records                         | 26. Mai 2000       | Thrash Metal                                         |                                               |
| Primitive                                               | Soulfly                                                  | Roadrunner Records                    | 26. September 2000 | Nu Metal, Groove Metal                               |                                               |
| Pump Up the Valuum                                      | NOFX                                                     | Epitaph Records                       | 13. Juni 2000      | Punk                                                 |                                               |
| Reinventing the Steel                                   | Pantera                                                  | EastWest Records                      | 21. März 2000      | Groove Metal, Thrash Metal                           |                                               |
| Ritual                                                  | Herb Robertson & Phil Haynes                             | CIMP                                  | 2000               | Jazz                                                 |                                               |
| Runter mit den Spendierhosen, Unsichtbarer!             | Die Ärzte                                                | Hot Action Records, PolyGram          | 23. Oktober 2000   | Punkrock                                             |                                               |
| Sankt Gerold                                            | Paul Bley, Evan Parker und Barre Phillips                | ECM Records                           | 2000               | Jazz, Neue Improvisationsmusik                       |                                               |
| Six Little Pieces for Quintet                           | Sven-Åke Johansson                                       | HatHut Records                        | 2000               | Jazz                                                 |                                               |
| So wie einst Real Madrid                                | Sportfreunde Stiller                                     | Motor, Universal                      | 17. April 2000     | Rock, Alternative                                    | Debütalbum                                    |
| Spacebrock                                              | Hawkwind                                                 | Voiceprint Records                    | Oktober 2000       | Space Rock, Hard Rock                                |                                               |
| Standing on the Shoulder of Giants                      | Oasis                                                    | Epic/Sony BMG, Big Brother            | 28. Februar 2000   | Britpop                                              |                                               |
| Stiff Upper Lip                                         | AC/DC                                                    | Elektra Records                       | 28. Februar 2000   | Hard Rock, Bluesrock                                 |                                               |
| Suicide Pact – You First                                | Therapy?                                                 | Ark 21 Records                        | 8. Februar 2000    | Alternative Rock, Alternative Metal                  |                                               |
| Swagger                                                 | Flogging Molly                                           | SideOneDummy                          | 7. März 2000       | Celtic Punk                                          |                                               |
| The Art in Heaven                                       | Mike Oldfield                                            | Warner Bros.                          | 10. Februar 2000   | Progressive Rock                                     |                                               |
| The Best Of                                             | Motörhead                                                | Sanctuary Records                     | 28. August 2000    | Heavy Metal                                          | Greatest Hits Album                           |
| The Mark, Tom and Travis Show (The Enema Strikes Back!) | Blink-182                                                | MCA Records                           | 4. November 2000   | Pop-Punk                                             | Livealbum                                     |
| The New America                                         | Bad Religion                                             | Atlantic Records                      | 9. Mai 2000        | Punkrock                                             |                                               |
| Warning                                                 | Green Day                                                | Reprise Records                       | 3. Oktober 2000    | Alternative Rock, Pop-Rock, Pop-Punk                 |                                               |
| We Are Motörhead                                        | Motörhead                                                | CMC                                   | 16. Mai 2000       | Heavy Metal                                          |                                               |
| Wishmaster                                              | Nightwish                                                | Drakkar, Spinefarm Records            | 18. Juli 2000      | Power Metal                                          |                                               |
| X                                                       | Peter Maffay                                             | Ariola                                | 27. März 2000      | Pop-Rock                                             |                                               |

## Geboren

### Januar bis Juni
- 05. Januar: Roxen, rumänische Sängerin
- 05. Januar: Big Baby Tape, russischer Rapper und Songwriter
- 10. Januar: Reneé Rapp, US-amerikanische Sängerin, Songschreiberin und Schauspielerin
- 11. Januar: Lee Chae-yeon, südkoreanische Sängerin, Tänzerin und Entertainerin
- 22. Januar: Laura Thorn, luxemburgische Sängerin
- 27. Januar: Bailey Zimmerman, US-amerikanischer Countrysänger
- 31. Januar: Gregor Hägele, deutscher Popsänger
- 13. Februar: Polnalyubvi, russische Singer-Songwriterin und Fotomodell
- 14. Februar: Andrea Koevska, nordmazedonische Sängerin
- 26. Februar: Yeat, US-amerikanischer Rapper, Singer-Songwriter und Musikproduzent
- 27. Februar: Dasha, US-amerikanische Country-Sängerin
- 00. Februar: Gigi Perez, US-amerikanische Singer-Songwriterin
- 01. März: Gretschka, russische Singer-Songwriterin
- 10. März: BigMama, italienische Rapperin
- 10. März: Roko Blažević, kroatischer Sänger
- 15. März: Kristian Kostow, bulgarisch-russischer Sänger
- 21. März: Tommy Richman, US-amerikanischer Sänger und Songwriter
- 11. April: Ken Carson, US-amerikanischer Rapper und Musikproduzent
- 12. April: Teodora Špirić, österreichische Singer-Songwriterin
- 05. Mai: Maya Delilah, britische Musikerin (Singer-Songwriter, Gitarre)
- 07. Mai: Eden Alene, israelische Sängerin
- 09. Mai: Pia-Sophie Remmel, deutsche Sängerin
- 11. Mai: Instasamka, russische Bloggerin, Rapperin und Schriftstellerin
- 16. Mai: Theo Evan, griechisch-zyprischer Sänger
- 07. Juni: Kasi, deutscher Sänger und Rapper
- 08. Juni: Charlotte Lawrence, US-amerikanische Sängerin
- 15. Juni: Jérémie Makiese, belgischer Sänger

### Juli bis Dezember
- 19. Juli: Elias Prinz, deutscher Jazzmusiker (Gitarre, Komposition)
- 29. Juli: Kaliii, US-amerikanische Rapperin
- 01. August: Kim Chae-won, südkoreanische Sängerin
- 13. September: Emmy Kristiansen, norwegische Sängerin
- 18. September: Alex Warren, US-amerikanischer Popmusiker und Videoblogger
- 06. Oktober: Zoë Më, Schweizer Sängerin
- 06. Oktober: Isobelle Molloy, britische Musicaldarstellerin und Filmschauspielerin
- 06. Oktober: Marcin Patrzałek, polnischer Gitarrist, Komponist und Produzent
- 12. Oktober: Linton Calmroth, schwedischer Schauspieler und Sänger
- 05. November: Yuval Raphael, israelische Sängerin
- 08. November: Toby Romeo, österreichischer DJ und Musikproduzent
- 08. November: S10, niederländische Sängerin und Rapperin
- 13. November: Sydney Agudong, US-amerikanische Schauspielerin und Musikerin
- 26. November: Tali Golergant, luxemburgische Sängerin
- 28. November: Rosa Linn, armenische Singer-Songwriterin
- 03. Dezember: Iru Chetschanowi, georgische Sängerin
- 07. Dezember: Elle, Schweizer Pop/Rock- und Soulsängerin
- 17. Dezember: Miriana Conte, maltesische Sängerin
- 24. Dezember: Ethan Bortnick, US-amerikanischer Musiker
- 29. Dezember: Eliot Vassamillet, belgischer Sänger

### Genaues Geburtsdatum unbekannt
- Camila Guevara, kubanische Liedermacherin
- Holden, italienischer Popsänger
- Tyreek McDole, US-amerikanischer Jazzsänger
- Sofiya Nzau, kenianische Sängerin und Songwriterin
- Old Jim, italienischer DJ und Musikproduzent
- Simon Rager, deutscher Organist und Kirchenmusiker
- Shy Smith, kanadische TikTokerin und Popsängerin
- Brede Sørum, norwegischer Jazzmusiker (Saxophon)
- Leonid Surkov, russischer Oboist
- Sofia Will, deutsche Jazzmusikerin (Saxophon, Komposition)
- Zymba, deutscher Rapper und Musiker

### Geboren um 2000
- Moritz Mausser, österreichischer Theaterschauspieler und Musicaldarsteller

## Gestorben

### Januar
- 01. Januar: Hilger Schallehn, deutscher Komponist, Arrangeur, Verlagslektor und Chorleiter (* 1936)
- 01. Januar: Si Zentner, US-amerikanischer Jazz und Pop-Posaunist und Bandleader (* 1917)
- 02. Januar: Nat Adderley, US-amerikanischer Jazzkornettist, Trompeter, Komponist und Bandleader (* 1931)
- 04. Januar: Louis Mucci, US-amerikanischer Jazztrompeter (* 1909)
- 05. Januar: Wilhelm Behrens, deutscher Pianist und Hochschullehrer (* 1930)
- 05. Januar: Wera Georgijewna Dulowa, sowjetische bzw. russische Harfenistin und Hochschullehrerin (* 1909)
- 05. Januar: Zygmund Przemyslaw Rondomanski, US-amerikanischer Komponist und Cellist (* 1908)
- 05. Januar: Vic Schoen, US-amerikanischer Bandleader, Arrangeur und Komponist (* 1916)
- 06. Januar: Horst Seemann, deutscher Filmregisseur, Schauspieler, Drehbuchautor und Komponist (* 1937)
- 09. Januar: Rolf Maedel, österreichischer Komponist, Dirigent und Musiktheoretiker (* 1917)
- 13. Januar: Estrongo Nachama, griechischer Sänger und Oberkantor (* 1918)
- 15. Januar: Annie Palmen, niederländische Sängerin (* 1926)
- 15. Januar: Tadeusz Wroński, polnischer Geiger und Musikpädagoge (* 1915)
- 16. Januar: Gene Harris, US-amerikanischer Jazzpianist (* 1933)
- 16. Januar: Will Jones, Rhythm-and-Blues- und Doo-Wop-Sänger (* 1928)
- 17. Januar: Philip Jones, britischer Trompeter (* 1928)
- 18. Januar: Eduard Pütz, deutscher Komponist und Musikpädagoge (* 1911)
- 19. Januar: Gita Tost, Autorin und Liedermacherin (* 1965)
- 20. Januar: Don Abney, US-amerikanischer Jazzpianist (* 1923)
- 20. Januar: Isabella Danilowna Jurjewa, sowjetische Estraden-Sängerin (Alt) (* 1899)
- 22. Januar: Xavier Turull i Creixell, katalanischer Violinist, Komponist und Musikpädagoge (* 1922)
- 23. Januar: Ranie Burnette, US-amerikanischer Bluesmusiker (Gitarre, Gesang) (* 1913)
- 25. Januar: Lin Halliday, US-amerikanischer Tenorsaxophonist (* 1936)
- 25. Januar: Simeon Pironkow, bulgarischer Komponist (* 1927)
- 25. Januar: Georg Timber-Trattnig, österreichischer Autor, Grafiker, Musiker, bildender und multimedialer Künstler (* 1966)
- 26. Januar: Gérard Pochonet, französischer Jazzschlagzeuger, Komponist und Bandleader (* 1924)
- 27. Januar: Friedrich Gulda, österreichischer Pianist und Komponist (* 1930)
- 29. Januar: Thomas Bowles, US-amerikanischer Bariton-Saxophonspieler (* 1926)
- 29. Januar: Devendra Murdeshwar, indischer Bansurispieler und Musikpädagoge (* 1923)
- 30. Januar: Jimmy Haggett, US-amerikanischer Country- und Rockabilly-Musiker (* 1928)
- 31. Januar: Ross Russell, US-amerikanischer Jazz-Produzent und Autor (* 1909)

### Februar
- 01. Februar: Wilhelm Kümpel, deutscher Domorganist und Kirchenmusikdirektor (* 1920)
- 02. Februar: Heinz Schellerer, deutscher Jazzmusiker (Klarinette, Alt- und Tenorsaxophon, Flöte) (* 1934)
- 02. Februar: Hans Schwieger, deutsch-amerikanischer Dirigent (* 1906)
- 03. Februar: Alla Rakha, indischer Tablaspieler und Komponist (* 1919)
- 03. Februar: Josef Wolfgang Ziegler, österreichischer Komponist und Chorleiter (* 1906)
- 04. Februar: Joachim-Ernst Berendt, deutscher Musikjournalist und Musikproduzent (Jazz) (* 1922)
- 04. Februar: Hans Heinrich Schmitz, deutscher Schachkomponist und Opernkapellmeister (* 1916)
- 05. Februar: Barbara Pentland, kanadische Komponistin (* 1912)
- 06. Februar: Derroll Adams, US-amerikanischer Folksänger (* 1925)
- 06. Februar: Gus Johnson, US-amerikanischer Jazzschlagzeuger (* 1913)
- 07. Februar: Big Pun, US-amerikanischer Rapper, Songwriter und Schauspieler (* 1971)
- 07. Februar: Charles Colin, US-amerikanischer Jazztrompeter, Musikpädagoge und Autor (* 1913)
- 07. Februar: Dave Peverett, britischer Blues- und Hard-Rock-Musiker (* 1943)
- 10. Februar: Ronald Roseman, US-amerikanischer Oboist, Musikpädagoge und Komponist (* 1933)
- 11. Februar: Slim Dortch, US-amerikanischer Country- und Rockabilly-Musiker (* 1921)
- 11. Februar: Lord Kitchener, trinidadischer Komponist und Sänger (* 1922)
- 11. Februar: Berry Peritz, Schweizer Jazzmusiker (Schlagzeug, Bandleader) (* 1911)
- 11. Februar: Jindřich Praveček, tschechischer Dirigent und Komponist (Blasmusik) (* 1909)
- 12. Februar: Screamin’ Jay Hawkins, US-amerikanischer Blues-Musiker (* 1929)
- 12. Februar: Oliver, US-amerikanischer Popsänger (* 1945)
- 12. Februar: Juan Carlos Thorry, argentinischer Schauspieler und Regisseur, Tangosänger, -dichter und -komponist (* 1908)
- 13. Februar: Rudolf Asmus, tschechischer Opernsänger (Bassbariton) und Schauspieler (* 1921)
- 13. Februar: Tee Carson, US-amerikanischer Jazzmusiker (Piano) (* 1929)
- 18. Februar: Amanda Ledesma, argentinische Tangosängerin, Film- und Theaterschauspielerin (* 1911)
- 19. Februar: Cornelia Giese, deutsche Jazzsängerin und Komponistin (* 1959)
- 19. Februar: Marin Goleminow, bulgarischer Komponist (* 1908)
- 20. Februar: George Siravo, US-amerikanischer Musiker, Arrangeur und Bandleader (* 1916)
- 21. Februar: Violet Archer, kanadische Komponistin (* 1913)
- 22. Februar: Louis Mennini, US-amerikanischer Komponist und Musikpädagoge (* 1920)
- 23. Februar: Ofra Haza, israelische Sängerin (* 1957)
- 26. Februar: Andrzej Hiolski, polnischer Opernsänger (Bariton) (* 1922)
- 27. Februar: George Duning, US-amerikanischer Filmkomponist (* 1908)
- 28. Februar: Erika Gangl, österreichische Tänzerin, Choreografin und Pädagogin (* 1939)
- 29. Februar: Hidehiko Matsumoto, japanischer Jazzsaxophonist und Filmschauspieler (* 1926)

### März
- 01. März: Özay Gönlüm, türkischer Volksmusiksänger (* 1940)
- 02. März: Arlene Pach, kanadische Pianistin und Musikpädagogin (* 1928)
- 03. März: Hector Duhon, US-amerikanischer Fiddlespieler (Cajun-Musik) (* 1915)
- 03. März: Mila Kačič, slowenische Dichterin, Schauspielerin und klassische Sängerin (* 1912)
- 03. März: Toni Ortelli, italienischer Alpinist, Dirigent und Komponist (* 1904)
- 04. März: Rózsi Delly, ungarische Opernsängerin (dramatischer Sopran) (* 1912)
- 05. März: Lolo Ferrari, französische Tänzerin, Pornodarstellerin, Moderatorin, Schauspielerin und Sängerin (* 1963)
- 07. März: Pee Wee King, US-amerikanischer Country-Sänger und Songwriter (* 1914)
- 08. März: Norman Foster, US-amerikanischer Opernsänger (Bariton, Bass), Schauspieler und Filmproduzent (* 1924)
- 09. März: Jean Coulthard, kanadische Komponistin und Musikpädagogin (* 1908)
- 09. März: Ivo Robić, jugoslawischer Schlagersänger (* 1923)
- 12. März: Cloyd Duff, US-amerikanischer Paukist (* 1915)
- 13. März: Cab Kaye, britisch-ghanaischer Jazz- und Unterhaltungsmusiker (Gesang, Gitarre, Piano, Schlagzeug) (* 1921)
- 13. März: Luise Vosgerchian, US-amerikanische Pianistin und Musikpädagogin (* 1922)
- 14. März: C. Jérôme, französischer Chansonnier (* 1946)
- 16. März: Roy Henderson, schottischer Opernsänger (Bariton) und Gesangspädagoge (* 1899)
- 16. März: Victor Serventi, französischer Komponist (* 1907)
- 18. März: Rudi von der Dovenmühle, deutscher Schlagerkomponist (* 1920)
- 20. März: Ermet Perry, US-amerikanischer Jazzmusiker (Trompete) (* 1911 oder 1912)
- 20. März: Ādolfs Skulte, lettischer Komponist (* 1909)
- 22. März: Jiří Dvořáček, tschechischer Komponist, Organist und Hochschullehrer (* 1928)
- 22. März: Max Epstein, US-amerikanischer Klezmer-Musiker (* 1912)
- 23. März: Ed McCurdy, kanadischer Folksänger, Songwriter und TV-Entertainer (* 1919)
- 24. März: Al Grey, US-amerikanischer Jazzposaunist (* 1925)
- 27. März: Ian Dury, englischer Musiker, Songwriter und Schauspieler (* 1942)
- 28. März: Pierre Souvairan, schweizerisch-kanadischer Pianist und Musikpädagoge (* 1911)
- 29. März: Anna Sokolow, US-amerikanische Tänzerin und Choreografin (* 1910)

### April
- 04. April: Raimundas Katilius, litauischer Musikpädagoge, Geiger und Professor (* 1947)
- 04. April: Helga Meyer, deutsche Opernsängerin (* 1942)
- 05. April: José García, argentinischer Geiger, Bandleader, Musikpädagoge und Tangokomponist (* 1908)
- 06. April: Domingo Federico, argentinischer Bandoneonist, Bandleader und Tangokomponist (* 1916)
- 06. April: Anton Stingl, deutscher Gitarrist und Gitarrenpädagoge sowie Komponist und Bryologe (* 1908)
- 07. April: Heinz, englischer Sänger und Musiker (* 1942)
- 08. April: Willi Löffler, deutscher Komponist, Arrangeur, Verleger und Dirigent (* 1915)
- 08. April: Wadim Tscherwow, ukrainischer Cellist (* 1930)
- 11. April: Lucia Dlugoszewski, US-amerikanische Komponistin und Interpretin (* 1925)
- 13. April: Pete Minger, US-amerikanischer Jazz-Trompeter und Flügelhornist (* 1943)
- 14. April: Dolf Brandmayer, deutscher Sänger, Komponist und Textdichter (* 1913)
- 14. April: Ted Grouya, US-amerikanischer Komponist (* 1910)
- 16. April: Jean-Pierre Dautel, französischer Dirigent und Komponist (* 1917)
- 16. April: Dario Domingues, indigener argentinischer Musiker, Komponist und Sänger (* 1954)
- 16. April: Ann Mui, chinesische Sängerin und Schauspielerin (* 1959)
- 17. April: Paula Salomon-Lindberg, deutsche klassische Sängerin (Alt) (* 1897)
- 18. April: Martin Mailman, US-amerikanischer Komponist, Dirigent und Musikpädagoge (* 1932)
- 18. April: Betty O’Hara, US-amerikanische Studio- und Jazz-Musikerin (Posaune, Trompete, Flügelhorn, Gesang, Basstrompete, Ventilposaune, Baritonhorn, Euphonium) (* 1925)
- 19. April: Louis Applebaum, kanadischer Komponist (* 1918)
- 20. April: Eugene Hartzell, US-amerikanisch-österreichischer Komponist (* 1932)
- 22. April: Toon Hermans, niederländischer Kabarettist, Sänger, Maler und Dichter (* 1916)
- 22. April: Margaret Singana, südafrikanische Sängerin (* 1938)
- 24. April: Bill Smith, US-amerikanischer Blues-Sänger und Songwriter (* 1928)
- 25. April: Niels Viggo Bentzon, dänischer Komponist und Pianist (* 1919)
- 27. April: William S. Newman, US-amerikanischer Musikwissenschaftler, Pianist und Komponist (* 1912)
- 27. April: Vicki Sue Robinson, US-amerikanische Disco-Sängerin (* 1954)
- 28. April: Kim Borg, finnischer Opernsänger (Bass), Komponist und Gesangspädagoge (* 1919)
- 29. April: Zeal Onyia, nigerianischer Jazztrompeter, Highlife-Musiker und Bandleader (* 1934)
- 30. April: Bernhard Heiden, deutsch-US-amerikanischer Komponist und Hochschullehrer (* 1910)
- 30. April: Jonah Jones, US-amerikanischer Jazz-Trompeter (* 1908)
- 30. April: Marjorie Noël, französische Chansonsängerin (* 1945)
- 30. April: Martin-Christian Schmidt, deutscher Cembalobauer und Musikinstrumenten-Restaurator (* 1946)
- 30. April: Bill Woods, US-amerikanischer Country- und Rockabilly-Musiker sowie Produzent (* 1924)

### Mai
- 01. Mai: David Bryant, US-amerikanischer Jazzmusiker (Kontrabass) (* 1922)
- 01. Mai: Clemens Kremer, deutscher Komponist (* 1930)
- 01. Mai: Ángel E. Lasala, argentinischer Komponist und Pianist (* 1914)
- 01. Mai: Gertrud Orff, deutsche Musiktherapeutin (* 1914)
- 02. Mai: Bobbi Martin, US-amerikanische Country- und Popsängerin sowie Songwriterin (* 1943)
- 02. Mai: Q-Don, US-amerikanischer Rapper (* 1978)
- 02. Mai: Teri Thornton, US-amerikanische Jazzsängerin (* 1934)
- 03. Mai: Oto Ferenczy, slowakischer Komponist, Musikwissenschaftler und Musikpädagoge (* 1921)
- 05. Mai: Pat Castagne, trinidadischer Komponist (* 1916)
- 05. Mai: Ernst Gröschel, deutscher Pianist (* 1918)
- 05. Mai: Witalij Hubarenko, ukrainischer Komponist (* 1934)
- 07. Mai: Barry Ulanov, US-amerikanischer Schriftsteller, Jazzautor und Professor (* 1918)
- 08. Mai: Olga Adelmann, deutsche Geigenbauerin (* 1913)
- 08. Mai: Karl-Rudi Griesbach, deutscher Komponist (* 1916)
- 11. Mai: Lloyd B. Norlin, US-amerikanischer Musiker, Komponist und Liedtexter (* 1918)
- 16. Mai: William Ferris, US-amerikanischer Komponist, Organist und Chorleiter (* 1937)
- 20. Mai: Jean-Pierre Rampal, französischer Flötist und Hochschullehrer (* 1922)
- 22. Mai: Buzzy Drootin, US-amerikanischer Jazzschlagzeuger und Bandleader (* 1920)
- 27. Mai: Donato Racciatti, uruguayischer Bandoneonist, Bandleader und Tangokomponist (* 1918)
- 29. Mai: Bill Cronk, US-amerikanischer Jazzmusiker (Kontrabass) (* 1928)
- 30. Mai: Tex Beneke, US-amerikanischer Jazz-Saxophonist und Sänger (* 1914)
- 31. Mai: Carlos Diernhammer, deutscher Jazz- und Unterhaltungsmusiker (Piano), Orchesterleiter, Arrangeur, Filmmusikkomponist (* 1931)
- 31. Mai: Tito Puente, Jazz-, Salsa- und Mambo-Musiker (* 1923)
- 31. Mai: Joe Puma, US-amerikanischer Jazzgitarrist (* 1927)
- 31. Mai: Johnnie Taylor, US-amerikanischer Soul- und R&B-Sänger (* 1938)

### Juni
- 01. Juni: Oskar Czerwenka, österreichischer Opernsänger (Bass) (* 1924)
- 01. Juni: Fred Frohberg, deutscher Schlagersänger (* 1925)
- 01. Juni: Thomas Stolle, deutscher Musikwissenschaftler, Dirigent und Musikpädagoge (* 1950)
- 02. Juni: Heinz Benker, deutscher Komponist und Musiker (* 1921)
- 02. Juni: Adolph Hofner, US-amerikanischer Country-Musiker und Orchesterleiter (* 1916)
- 02. Juni: Lepo Sumera, estnischer Komponist und Politiker (* 1950)
- 03. Juni: Glenn Horiuchi, US-amerikanischer Jazzpianist, Shamisenspieler und Komponist (* 1955)
- 05. Juni: João Nogueira, brasilianischer Sänger und Komponist (* 1941)
- 05. Juni: Arnold Ross, US-amerikanischer Jazzpianist (* 1921)
- 05. Juni: Martin Simon, deutscher Liedermacher (* 1966)
- 06. Juni: Clint Houston, US-amerikanischer Jazzbassist und -komponist (* 1946)
- 07. Juni: Gisela Jahn, deutsche Dirigentin und Hochschullehrerin (* 1923)
- 07. Juni: Ida Tarjáni Tóth, ungarische Cimbalomspielerin und Hochschullehrerin (* 1918)
- 09. Juni: Buddy Jones, US-amerikanischer Jazzbassist (* 1924)
- 11. Juni: Réjane Cardinal, kanadische Sängerin (Mezzosopran) (* 1926)
- 12. Juni: Bruno Martino, italienischer Sänger, Komponist und Pianist (* 1925)
- 14. Juni: Merrill Moore, Rock ’n’ Roller, Boogie-Woogie-Pianist und Sänger (* 1923)
- 15. Juni: Henry Aaron, US-amerikanischer Bratschist und Dirigent (* 1914)
- 15. Juni: Hattie Littles, US-amerikanische Soul- und Blues-Sängerin (* 1937)
- 16. Juni: Fritz Hübner, deutscher Opernsänger (Bass) (* 1933)
- 16. Juni: Friedrich Reimerdes, deutscher Kirchenmusiker und Komponist (* 1909)
- 17. Juni: Clive Westlake, britischer Songwriter (* 1932)
- 18. Juni: Luis Cardei, argentinischer Tangosänger (* 1944)
- 21. Juni: Alan Hovhaness, US-amerikanischer Komponist (* 1911)
- 21. Juni: Werner Lüdi, Schweizer Jazzmusiker (Alt- und Baritonsaxophon) und Autor (* 1936)
- 23. Juni: George Perlman, US-amerikanischer Geiger, Komponist und Musikpädagoge (* 1897)
- 23. Juni: Jerome Richardson, US-amerikanischer Jazzsaxophonist und -flötist (* 1920)
- 24. Juni: Rodrigo Alejandro Bueno, argentinischer Cuarteto-Sänger (* 1973)
- 25. Juni: Wilson Simonal, brasilianischer Sänger (* 1938)
- 27. Juni: Felix Karlinger, deutscher und österreichischer Romanist, Musikwissenschaftler, Volkskundler und Literaturgeschichtler (* 1920)
- 27. Juni: Alberto Ribeiro, portugiesischer Opernsänger und Filmschauspieler (* 1920)
- 29. Juni: Raymond Droz, Schweizer Jazzmusiker (Posaune, Althorn, Perkussion), Bandleader und Arrangeur (* 1934)
- 29. Juni: Germaine Montero, französische Sängerin und Schauspielerin (* 1909)
- 30. Juni: Anli Sugano, japanische Jazzsängerin (* 1948)

### Juli
- 01. Juli: Cub Koda, US-amerikanischer Rockmusiker (Gitarre, Gesang), Songwriter und Kritiker (* 1948)
- 01. Juli: Torbjörn Iwan Lundquist, schwedischer Komponist und Dirigent (* 1920)
- 01. Juli: Pierre Petit, französischer Komponist (* 1922)
- 04. Juli: Antonia Magdalena Arté, dominikanische Musikerin und Musikpädagogin (* 1914)
- 04. Juli: Mausberg, US-amerikanischer Rapper (* 1979)
- 05. Juli: Julius Scheybal, österreichischer Jazzgitarrist und Komponist (* 1930)
- 06. Juli: Akira Miyazawa, japanischer Jazzmusiker (Alt-, Tenor-, Sopransaxophon, Klarinette, Flöte, Piccoloflöte) (* 1927)
- 06. Juli: Ľudovít Rajter, slowakischer Dirigent, Komponist und Musikpädagoge (* 1906)
- 06. Juli: Władysław Szpilman, polnischer Pianist, Komponist und Schriftsteller (* 1911)
- 07. Juli: Annick Nozati, französische Sängerin und Improvisationsvokalistin (* 1945)
- 08. Juli: Fernando Albuerne, kubanischer Sänger (* 1920)
- 10. Juli: Dick Glasser, US-amerikanischer Rock-’n’-Roll-Musiker und Songwriter (* 1933)
- 15. Juli: John Oslawski, US-amerikanischer Jazzmusiker (Alt- und Baritonsaxophon, Flöte und Bassklarinette) (* 1947)
- 15. Juli: Paul Young, britischer Sänger (* 1947)
- 19. Juli: Mabel Scott, US-amerikanische Gospel-, Jazz- und Rhythm-and-Blues-Sängerin (* 1915)
- 21. Juli: Iain Hamilton, schottischer Komponist und Musikpädagoge (* 1922)
- 21. Juli: Stanojlo Rajičić, jugoslawischer Komponist und Musikpädagoge (* 1910)
- 24. Juli: Oscar Shumsky, US-amerikanischer Geiger und Musikpädagoge (* 1917)
- 25. Juli: Ruben López Furst, argentinischer Jazzpianist (* 1937)
- 28. Juli: Heinz Hötter, deutscher Komponist, Dirigent und Jazzpianist (* 1923)
- 30. Juli: Werner Cyprys, deutscher Sänger, Komponist, Liedtexter und Musikproduzent (* 1922)
- 30. Juli: Néstor Real, argentinischer Tangosänger (* 1934)
- 00. Juli: Carlos Pizarro, puerto-ricanischer Sänger (* 1921)

### August
- 02. August: Dieter Gogg, österreichischer Kabarettist, Komponist, Schriftsteller, Chansonnier, Drehbuch- und Hörfunk-Autor (* 1938)
- 02. August: Fernand Graton, kanadischer Dirigent, Chorleiter und Musikpädagoge (* 1921)
- 05. August: Emin Chatschaturjan, sowjetisch-armenischer Dirigent und Komponist (* 1930)
- 05. August: Otto Wiener, österreichischer Opernsänger (Bariton) (* 1911)
- 06. August: Klaus Linkenbach, deutscher Kirchenmusiker und Komponist (* 1932)
- 06. August: Joan Trimble, irische Komponistin und Pianistin (* 1915)
- 07. August: Samuel Ekpe Akpabot, nigerianischer Komponist und Musikpädagoge und -ethnologe (* 1932)
- 09. August: Friedrich von Hausegger, deutscher Violinist und Musikpädagoge (* 1912)
- 10. August: Suzanne Danco, belgische Opernsängerin (Sopran und Mezzosopran) (* 1911)
- 11. August: Jean Papineau-Couture, kanadischer Komponist (* 1916)
- 12. August: Max Grießer, österreichischer Volksschauspieler und Sänger (* 1928)
- 13. August: Nazia Hassan, britisch-pakistanische Sängerin und Songwriterin (* 1965)
- 13. August: Fritz Winckel, deutscher Physiker und einer der Pioniere der elektronischen Musik (* 1907)
- 14. August: Walter Benton, US-amerikanischer Jazz-Tenorsaxophonist (* 1930)
- 17. August: Franco Donatoni, italienischer Komponist (* 1927)
- 20. August: Lillie Claus, österreichische Opern- und Operettensängerin (Sopran) (* 1905)
- 20. August: Silvio Francesco, italienischer Unterhaltungskünstler (* 1927)
- 24. August: Renato Dionisi, italienischer Komponist und Musikpädagoge (* 1910)
- 25. August: Cliff Bruner, US-amerikanischer Country-Musiker (* 1915)
- 25. August: Jack Nitzsche, US-amerikanischer Pianist und Komponist (* 1937)
- 25. August: Amalia de la Vega, uruguayische Sängerin (* 1919)
- 26. August: Kurt Dehn, Pfälzer Mundartdichter, Volkssänger und Kaufmann (* 1920)
- 27. August: Lia Dultzkaya, österreichisch-israelische Schauspielerin und Musicaldarstellerin (* 1919)
- 27. August: Hans-Martin Theopold, deutscher Pianist und Musikpädagoge (* 1904)
- 29. August: Joe Hackbarth, deutscher Jazzmusiker und Maler (* 1931)
- 30. August: Gertrud Katja Loos, deutsche Organistin, Tonmeisterin und Musiktherapeutin (* 1916)
- 30. August: Iggy Quail, guyanisch-britischer Jazz- und Pop-Pianist (* 1926)
- 31. August: Nodar Gabunia, georgischer Komponist und Pianist (* 1933)

### September
- 04. September: David Brown, US-amerikanischer Rockmusiker (* 1947)
- 07. September: Dietrich Knothe, deutscher Dirigent und Chorleiter (* 1929)
- 08. September: Enrique Alessio, rgentinischer Bandoneonist, Arrangeur und Komponist (* 1918)
- 08. September: Raul Roulien, brasilianischer Schauspieler, Drehbuchautor, Filmregisseur, Filmproduzent, Musiker, Fernsehmoderator und Zeitungsjournalist (* 1904)
- 09. September: Julius Schulman, US-amerikanischer Violinist (* 1915)
- 11. September: Gerhard Hamann, deutscher Cellist und Hochschullehrer für Violoncello (* 1935)
- 12. September: Peter Kolbert, österreichischer Musiker (* 1954)
- 12. September: Stanley Turrentine, US-amerikanischer Jazzsaxophonist (* 1934)
- 13. September: Les Burness, US-amerikanischer Jazzmusiker (Piano, Komposition) (* 1911)
- 16. September: David Shallon, israelischer Dirigent (* 1950)
- 21. September: Bengt Hambraeus, schwedischer Komponist, Organist und Musikwissenschaftler (* 1928)
- 22. September: Willie Cook, US-amerikanischer Jazztrompeter (* 1923)
- 24. September: Lukas Richter, deutscher Musikwissenschaftler (* 1923)
- 25. September: Tommy Reilly, kanadischer Musiker (Mundharmonika, Geige) (* 1919)
- 26. September: Baden Powell de Aquino, brasilianischer Gitarrist (* 1937)
- 26. September: Nick Fatool, US-amerikanischer Jazzschlagzeuger (* 1915)
- 26. September: Carl Sigman, US-amerikanischer Songwriter (* 1909)
- 27. September: Gustavo Leguizamón, argentinischer Musiker, Pianist, Komponist und Schriftsteller (* 1917)
- 30. September: Werner Pöhlert, deutscher Jazzgitarrist und -publizist (* 1928)
- 00. September: Claude Aubert, Schweizer Jazzmusiker (Klarinette, Sopransaxophon), Bandleader und Musikmanager (* 1925)
- 00. September: Tina Wrase, deutsche Jazzmusikerin (Saxophon, Klarinette) (* 1960)

### Oktober
- 03. Oktober: Benjamin Orr, US-amerikanischer Sänger und Bassist (* 1947)
- 04. Oktober: Tofiq Quliyev, aserbaidschanischer Pianist, Komponist, Musikpädagoge und Musikfunktionär (* 1917)
- 05. Oktober: Cuco Sánchez, mexikanischer Sänger, Komponist, Gitarrist und Schauspieler (* 1921)
- 05. Oktober: Frans Ludo Verbeeck, belgischer Komponist und Dirigent (* 1926)
- 06. Oktober: Pat Flowers, US-amerikanischer Jazzpianist und Sänger (* 1917)
- 08. Oktober: Clarence Myerscough, britischer Geiger und Musikpädagoge (* 1930)
- 08. Oktober: Francesco Pennisi, italienischer Komponist (* 1934)
- 10. Oktober: Günter Brödl, österreichischer Schriftsteller, Songtexter und Musikjournalist (* 1955)
- 10. Oktober: Ferenc Farkas, ungarischer Komponist (* 1905)
- 10. Oktober: Harald Weirich, deutscher Librettist und Lehrer (* 1942)
- 13. Oktober: Britt Woodman, US-amerikanischer Jazzposaunist (* 1920)
- 15. Oktober: Leo Marini, argentinischer Sänger (* 1920)
- 16. Oktober: Eugen Brixel, österreichischer Komponist, Musiker und Musikwissenschaftler für Blasmusik (* 1939)
- 18. Oktober: Julie London, US-amerikanische Schauspielerin und Sängerin (* 1926)
- 22. Oktober: Suzanne Haïk-Vantoura, französische Organistin, Musiklehrerin, Komponistin und Musiktheoretikerin (* 1912)
- 22. Oktober: Hans Sommer, deutsch-US-amerikanischer Filmkomponist (* 1904)
- 23. Oktober: Bengt Nordström, schwedischer Jazz- und Improvisationsmusiker (Tenorsaxophon, Klarinette) (* 1936)
- 24. Oktober: Rudy Hirigoyen, französischer Sänger und Schauspieler (* 1919)
- 24. Oktober: Little Mack Simmons, US-amerikanischer Mundharmonikaspieler, Sänger und Songwriter (* 1933)
- 25. Oktober: Jeanne Lee, US-amerikanische Sängerin (Jazz, Neue Musik), Choreographin und Autorin (* 1939)
- 26. Oktober: Laila Kinnunen, finnische Sängerin (* 1939)
- 27. Oktober: Walter Berry, österreichischer Opernsänger (Bassbariton) (* 1929)
- 28. Oktober: Carlos Guastavino, argentinischer Komponist (* 1912)
- 28. Oktober: Edith Peters, US-amerikanische Sängerin und Schauspielerin (* 1926)
- 29. Oktober: Billy Boyo, jamaikanischer Sänger (* 1969)
- 29. Oktober: Jacqueline Brumaire, französische Opernsängerin (Sopran) (* 1921)
- 29. Oktober: Accioly Neto, brasilianischer Sänger und Komponist (* 1950)
- 29. Oktober: Dennis Sandole, US-amerikanischer Jazzgitarrist, Musikpädagoge und Komponist (* 1913)
- 30. Oktober: Steve Allen, US-amerikanischer Fernseh- und Radiomoderator, Komiker, Schauspieler und Musiker (* 1921)
- 30. Oktober: Bernard Kruysen, niederländischer klassischer lyrischer Bariton (* 1933)
- 31. Oktober: Björn Alke, schwedischer Jazzbassist und -komponist (* 1938)

### November
- 02. November: Robert Scherman, US-amerikanischer Songwriter und Musikproduzent (* 1915)
- 03. November: Dietrich W. Prost, deutscher Organist, Orgelsachverständiger und Kantor (* 1928)
- 04. November: Vernel Fournier, US-amerikanischer Jazz-Schlagzeuger (* 1928)
- 05. November: Jimmie Davis, US-amerikanischer Country- und Gospel-Sänger, Songwriter (* 1899)
- 05. November: Leni Neuenschwander, Schweizer Sopranistin und Hochschullehrerin (* 1909)
- 06. November: Herbert Brün, deutsch-amerikanischer Musiktheoretiker und Komponist (* 1918)
- 07. November: Klaus Koch, deutscher Jazzmusiker (* 1936)
- 08. November: Richard Edwin Morrissey, britischer Jazzmusiker (Saxophon, Klarinette, Flöte) (* 1940)
- 10. November: Alan Tyson, englischer Musikwissenschaftler (* 1926)
- 11. November: Peter Cabus, flämischer Komponist (* 1923)
- 11. November: Gernot Kahl, deutscher Pianist und Kammermusiker (* 1933)
- 12. November: Henry Mălineanu, rumänischer Komponist, Dirigent und Songwriter (* 1920)
- 12. November: Franck Pourcel, französischer Bandleader, Komponist und Violinist (* 1913)
- 16. November: Russ Conway, britischer Pianist, Komponist und Sänger (* 1925)
- 16. November: DJ Screw, US-amerikanischer DJ (* 1971)
- 16. November: Kåre Fuglesang, norwegischer Geiger und Musikpädagoge (* 1921)
- 16. November: Ahmet Kaya, kurdisch-türkischer Sänger und Komponist (* 1957)
- 18. November: Ibo, deutscher Schlagersänger (* 1961)
- 19. November: Ruth Mönch, deutsche Schauspielerin, Sängerin und Moderatorin (* 1926)
- 22. November: Peter Thomas Heydrich, deutscher politischer Kabarettist, Chansonnier und Schauspieler (* 1931)
- 22. November: Kenneth Peacock, kanadischer Komponist, Musikwissenschaftler und Pianist (* 1922)
- 22. November: Kamtorn Snidvongs, thailändischer Leichtathlet und Musikpädagoge (* 1924)
- 23. November: Bienvenido Fabián, dominikanischer Komponist, Pianist und Sänger (* 1920)
- 23. November: Aljoscha Rompe, deutsch-schweizerischer Punkmusiker und Sänger (* 1947)
- 28. November: Liane Haid, österreichische Schauspielerin und Sängerin (* 1985)
- 30. November: Jānis Kalniņš, kanadischer Komponist (* 1904)
- 30. November: Gerhard Schedl, österreichischer Komponist und Lehrbeauftragter (* 1957)
- 30. November: Skeets Tolbert, US-amerikanischer Jazzaltsaxophonist, -klarinettist, Sänger und Bandleader (* 1909)

### Dezember
- 01. Dezember: Neal Creque, US-amerikanischer Jazzpianist und Komponist (* 1940)
- 02. Dezember: Pete Rodríguez, puerto-ricanischer Salsamusiker (* 1932)
- 06. Dezember: Werner Klemperer, deutsch-US-amerikanischer Schauspieler und Musiker (* 1920)
- 06. Dezember: Aziz Mian, pakistanischer Qawwali-Sänger (* 1942)
- 07. Dezember: Paul Haletzki, deutscher Kapellmeister und Komponist (* 1911)
- 07. Dezember: Robert Seiler, deutscher Dirigent, Musikwissenschaftler und Musikpädagoge (* 1908)
- 07. Dezember: Stanley Osborne, kanadischer Geistlicher, Musikpädagoge, Autor, Hymnologe und Komponist (* 1907)
- 08. Dezember: Paul Martin Zonn, US-amerikanischer Klarinettist, Komponist und Dirigent (* 1938)
- 11. Dezember: James Helme Sutcliffe, US-amerikanischer Komponist und Musikkritiker (* 1929)
- 12. Dezember: Rosa King, US-amerikanische Funk- und R&B-Musikerin (Tenorsaxophon, Gesang, Komposition) (* 1939)
- 12. Dezember: Libertad Lamarque, argentinische Schauspielerin und Sängerin (* 1908)
- 13. Dezember: Christa-Maria Ohles, deutsche Organistin und Schriftstellerin (* 1929)
- 14. Dezember: Eladio Peguero, puerto-ricanischer Sänger (* 1920)
- 15. Dezember: Helen Kotas Hirsch, US-amerikanische Hornistin (* 1916)
- 16. Dezember: William H. Hill, US-amerikanischer Komponist, Dirigent und Musikpädagoge (* 1930)
- 17. Dezember: Joan Maxwell, kanadische Sängerin (Mezzosopran) und Musikpädagogin (* 1930)
- 17. Dezember: Harold Rhodes, US-amerikanischer Erfinder des Elektronischen Pianos (* 1910)
- 17. Dezember: Erich Schmid, Schweizer Dirigent und Komponist (* 1907)
- 18. Dezember: Kirsty MacColl, britische Popsängerin und Singer-Songwriterin (* 1959)
- 19. Dezember: Carlos Cano, spanischer Sänger, Komponist und Liedtexter (* 1946)
- 19. Dezember: Milton Hinton, US-amerikanischer Jazzbassist, -sänger, -bandleader, -komponist, -fotograf, -forscher und -autor (* 1910)
- 19. Dezember: Pops Staples, US-amerikanischer Gospel- und R&B-Musiker (* 1914)
- 21. Dezember: Franz Koringer, steirischer Komponist (* 1921)
- 23. Dezember: Victor Borge, dänisch-US-amerikanischer Pianist und Komödiant (* 1909)
- 23. Dezember: Aage Haugland, dänischer Opernsänger (Bass, Bassbariton) (* 1944)
- 23. Dezember: Noor Jehan, indisch-pakistanische Sängerin, Schauspielerin und Regisseurin (* 1926)
- 24. Dezember: Nick Massi, US-amerikanischer Basssänger (* 1935)
- 26. Dezember: Paul Kont, österreichischer Komponist (* 1920)
- 26. Dezember: Magik, polnischer Rapper und Produzent (* 1978)
- 27. Dezember: Jack McVea, US-amerikanischer Jazzmusiker (Baritonsaxophon, Tenorsaxophon, Klarinette) (* 1914)
- 29. Dezember: Jimmie Selph, US-amerikanischer Country-Musiker (* 1921)
- 30. Dezember: Bohdan Warchal, slowakischer Violinist (* 1930)
- 31. Dezember: Eddy Shaver, US-amerikanischer Country-Rock-Gitarrist, Arrangeur und Songwriter (* 1962)

### Genaues Todesdatum unbekannt
- Alwin Bär, niederländischer Pianist (* 1941)
- Liane Croon, deutsche Schauspielerin und Operettensoubrette (* 1927)
- Bill Halfacre, US-amerikanischer Jazzmusiker (Kontrabass) (* um 1920)
- Adolf König, Schweizer Geigenbauer (* 1908)
- Anthony Prospect, trinidadischer Dirigent, Komponist, Arrangeur und Musiker (* 1928)
- Robert Rental, britischer Musiker (* 1952)
- Florencio Segura Gutiérrez, peruanischer evangelischer Pastor, Lieddichter und Übersetzer (* 1912)
- Hugo Wehr, deutscher Orgelbauer (* 1928)